# ناحیه مورگان، شهرستان کولز، ایلینوی
ناحیه مورگان، شهرستان کولز، ایلینوی (به انگلیسی: Morgan Township) یک منطقهٔ مسکونی در ایالات متحده آمریکا است که در شهرستان کولز، ایلینوی واقع شده‌است. ناحیه مورگان ۳۵۹ نفر جمعیت دارد و ۲۰۴ متر بالاتر از سطح دریا واقع شده‌است.